# オワライターズ
『オワライターズ』は、フジテレビで放送されたお笑い番組。

## 概要
「オワライターズ」とは“お笑い”＋“ライター”を組み合わせた造語で、ネタ作りに才能を発揮する人気芸人4名が“オワライターズ”を結成し、今をときめく人気芸人たちにネタを書きおろすという企画。
ネタ作りに定評のある芸人が人気芸人にネタを提供。
ライターたちはプレイヤーとなる芸人たちからネタの発注を受け、様々な要望を聞き、何度も打ち合わせを繰り返し、台本を完成させていく。
一方のプレイヤーは提供されたネタを何度も稽古を積み重ね台本を暗記し、完成したコラボ作品を番組で披露する。

## 出演者
- ライター
  - 石田明（NON STYLE）
  - 岩崎う大（かもめんたる）
  - 佐藤哲夫（パンクブーブー）
  - 塙宣之（ナイツ）※第1回のみ参加
  - じろう（シソンヌ）※第2回のみ参加
- 第1回プレイヤー
  - アンジャッシュ
  - おかずクラブ
  - トレンディエンジェル
  - 永野
  - 平成ノブシコブシ
- 第2回プレイヤー
  - 銀シャリ
  - コロコロチキチキペッパーズ
  - 三四郎
  - ジャングルポケット
  - ナイツ

## 主なスタッフ
- 企画：赤池洋文
- 構成：北本かつら、松本建一
- CAM：土谷三代
- VE：田中信幸
- 音声：安澤貴幸
- 音響：長谷川大輔
- 照明：松岡慶子
- 音効：岩下康洋
- 美術制作：藤原基宏
- 美術進行：鈴木あみ
- メイク：山田かつら
- デザイン：よシまるシン
- 編集：上坂一史
- MA：直江泰輔
- スタイリング：今野智弘、中村祐三
- 協力：ピコパンチ、フジアール、fmt、サンフォニックス、ヌーベルアージュ、NEXUSYM、共同テレビ
- 衣装協力：FAIRFAX
- 広報：太田真紀子
- AD：角田佳祐
- ディレクター：大野寿之、南家幸太
- 演出：広瀬陽一
- プロデューサー：関卓也、麻野とも子
- 制作協力：共同テレビ
- 制作著作：フジテレビ

## 放送日
- 第1回 - 2016年9月20日
- 第2回 - 2017年4月5日